# Konstantín Korotéiev
Konstantín Apolónovich Korotéiev (en ruso: Константи́н Аполло́нович Короте́ев; Shcheglovka, Imperio ruso 25 de febrero de 1901 – Moscú, Unión Soviética, 4 de enero de 1953) fue un líder militar soviético que combatió en las filas del Ejército Rojo durante la Guerra civil rusa, la Guerra de Invierno y la Segunda Guerra Mundial. En el curso de este último conflicto se distinguió durante la batalla del Cáucaso, la ofensiva del Vístula-Óder (1944) y por su liderazgo del 52.º Ejército (1943-1945) durante las fases finales de la guerra. Después del final de las hostilidades permaneció en las fuerzas armadas hasta 1953, cuando murió. En el momento de su fallecimiento tenía el rango de coronel general

## Biografía

### Infancia y juventud
Konstantín Korotéiev nació le 25 de febrero de 1901 en el seno de una familia rusa de clase trabajadora, en la pequeña localidad rural de Shcheglovka en la gobernación de Járkov — en esa época parte del Imperio ruso, actualmente situado en el óblast de Járkov en Ucrania—. Se graduó en la escuela primaria y trabajó como peón en una mina. En agosto de 1916 se ofreció como voluntario para servir en el Ejército Imperial Ruso durante la Primera Guerra Mundial y fue enviado al Frente Sudoeste como ryadovoy. Se convirtió en granadero en el 290.º Regimiento de Infantería de Lípetsk, donde sirvió hasta diciembre de 1917, momento en el Ejército Imperial colapsó tras la Revolución rusa. Después de ser desmovilizado regresó a casa y volvió a trabajar en la mina.
En febrero de 1918 se unió voluntariamente al destacamento de la Guardia Roja, formado por trabajadores de la mina Shcheglovsky. Una vez completada su formación, el destacamento pasó a llamarse 1.er Batallón de Lugansk y Korotéiev fue elegido comandante de la 2.ª Compañía. En abril, el batallón pasó a formar parte del 5.º Ejército ucraniano formado bajo el mando de Kliment Voroshílov y participó en la defensa de Lugansk y en batallas contra las tropas alemanas en el Frente Sur. Luego luchó en la represión del levantamiento cosaco del Don y en la retirada a Tsaritsyn. 
En junio de 1918 se formó allí la 1.ª División de Fusileros Comunistas, en la que fue nombrado comandante de pelotón del 2.º Regimiento Comunista. Como parte de la división participó en las batallas cerca de Tsaritsyn. En septiembre de 1919, tras la rendición de Tsaritsyn, fue enviado a estudiar a Sarátov en los cursos de infantería y ametralladoras. Como parte de un destacamento de cadetes de la academia, participó en la represión de la rebelión de A.P. Sapozhkov en las estepas de los Urales. Poco después de finalizar el curso en julio de 1920, fue designado para el puesto de comandante de pelotón del 4.º regimiento de reserva en Róslavl. En enero de 1921, fue nombrado comandante de pelotón en el 31.º Regimiento de Fusileros de la 4.ª División de Fusileros, y en junio del mismo año fue trasladado al 11.º Regimiento de Fusileros.

### Periodo de entreguerras
En julio de 1924, se graduó en los cursos del Frente Occidental para comandantes de nivel medio en Smolensk, luego sirvió sucesivamente como asistente del comandante de compañía, comandante de compañía y comandante de batallón de fusileros. En octubre de 1926 se graduó en los Cursos Avanzados de Fusilería y táctica para Oficiales del Estado Mayor General del Ejército Rojo —conocidos popularmente como cursos Vistrel—
En enero de 1934 fue nombrado jefe del Estado Mayor del 14.º Regimiento de Fusileros y en marzo de 1935 asumió el mando del regimiento. Luego en julio de 1937, asumió el puesto de jefe de Estado Mayor y, desde febrero de 1938, el de comandante de la 27.ª División de Fusileros como parte del 4.º Cuerpo de Fusileros del Distrito Militar Especial de Bielorrusia. Ese mismo año se unió al Partido Comunista de la Unión Soviética. En ese puesto dirigió la 27.ª División de Fusileros en la invasión soviética de Polonia en septiembre de 1939.
Durante la Guerra de Invierno dirigió la 27.ª División de Fusileros, Korotéiev comandó el grupo del flanco izquierdo del 15.º Ejército del Frente Noroeste y dirigió los combates en las islas Petäjäsaari y Maksimansaari en el lago de Ládoga.A principios de marzo de 1940, fue nombrado comandante del 56.º Cuerpo de Fusileros, al que comandó durante los últimos días de las hostilidades. Después de la guerra, en octubre de 1940, fue inspector de infantería del Distrito Militar de Leningrado. En marzo de 1941, fue nombrado comandante del 55.º Cuerpo de Fusileros del Distrito Militar Especial de Kiev, que comandó durante las fase iniciales de la Operación Barbarroja, la invasión alemana de la Unión Soviética, el 22 de junio.

### Segunda Guerra Mundial
Desde el comienzo de la invasión, dirigió el cuerpo en las intensas batallas fronterizas como parte del Frente Sudoeste. En julio, luchó en feroces combates en defensa de la línea del Dniéster como parte del 18.º Ejército del Frente Sur, pero las tropas del Eje lo obligaron a retirarse más allá de las orillas del Bug Meridional. Hasta septiembre de 1941, el 37.º Ejército del general Andréi Vlásov, que incluía el 55.º Cuerpo de Korotéiev, defendió la capital ucraniana Kiev, sin embargo debido a la retirada prematura de parte de las tropas de Frente Sudoeste, provocó el cerco de un gran número de tropas soviéticas, incluido el 55.º Cuerpo, al sur de la ciudad. El 22 de septiembre, el cuerpo se «disolvió» y Korotéiev con un pequeño número de supervivientes de varias unidades logró huir del cerco y poco después alcanzó las líneas soviéticas cerca de la ciudad de Romny en el óblast de Sumy.

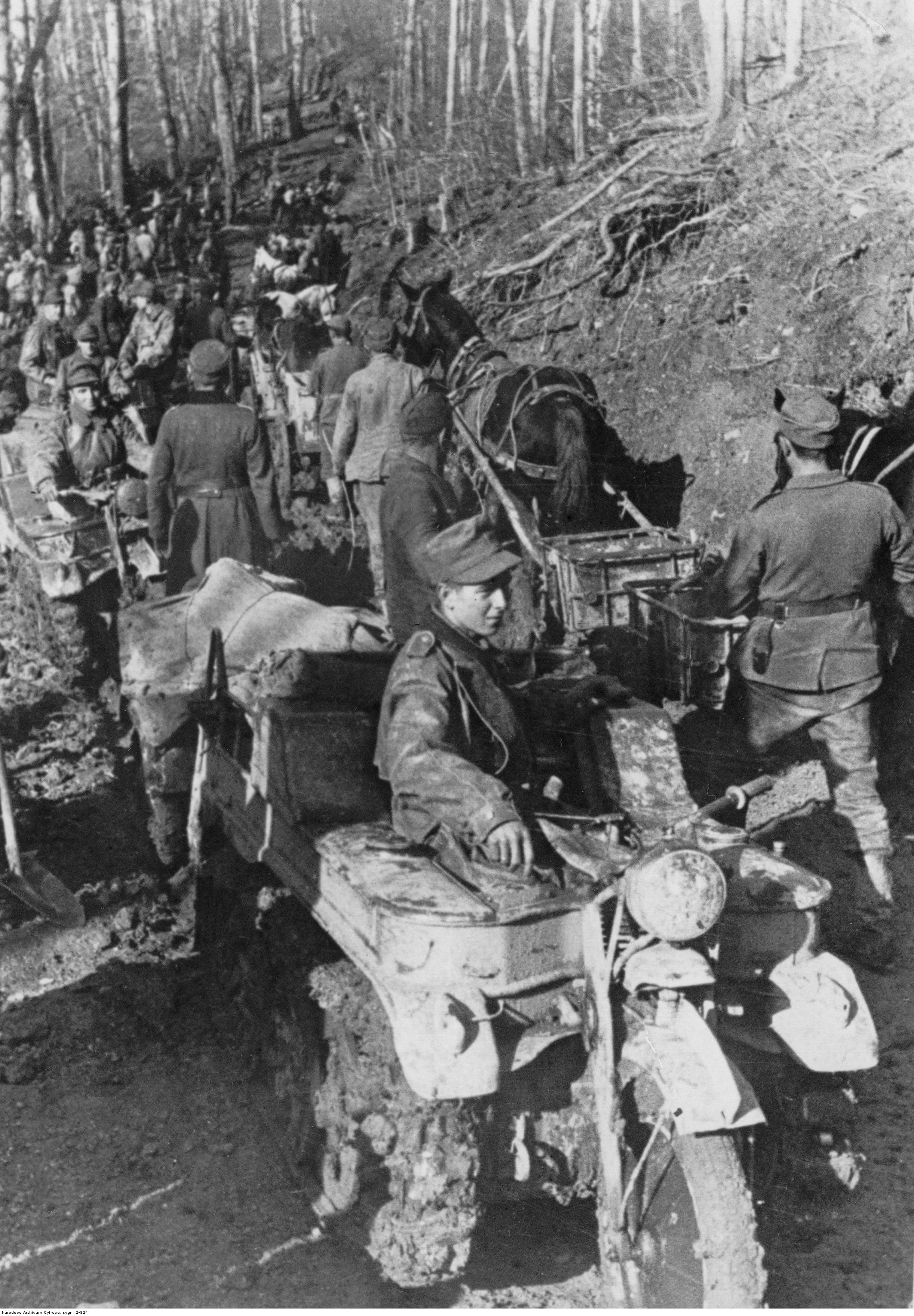
Unidades alemanas en la región del Cáucaso noroccidental. En primer plano, un mototractor de orugas Kettenkrad

Ese mismo mes, fue nombrado subcomandante del 18.º Ejército para asuntos de retaguardia. En octubre asumió el puesto de comandante del 12.º Ejército del frente, después de que éste no lograra controlar Dnepropetrovsk y la línea defensiva en el Dniéper. Korotéiev dirigió al ejército en las batallas defensivas en la región del Dombás y en la operación defensiva de Rostov. El comandante operó con éxito en su primera gran ofensiva cerca de Rostov en noviembre-diciembre de 1941. Lo dirigió en la defensa de Rostov y en la posterior contraofensiva contra las tropas alemanas durante la batalla de Rostov.
En marzo de 1942, fue nombrado subcomandante del Frente Sur. En agosto, tomó el mando del 11.º Cuerpo de Fusileros de la Guardia, que, como parte del 9.º Ejército del Frente Transcaucásico, libró intensas batallas defensivas en la dirección de Ordzhonikidze. A principios de septiembre de 1942, fue nombrado comandante del 9.º Ejército, y lo dirigió durante la Batalla del Cáucaso. Bajo su mando, en el otoño de 1942, el ejército libró feroces y sangrientas batallas en la línea defensiva Malgobek-Mozdok-Elkhotovo, y no permitió que el enemigo llegara a los pozos de petróleo de Grozni y Bakú. Cuando a finales de octubre y principios de septiembre, los alemanes lograron romper las defensas del 37.º Ejército soviéticos y alcanzar el pueblo de Gizel (en los alrededores de Vladikavaz). Korotéiev fue el encargado de organizar la defensa de la localidad, deteniendo el avance enemigo en los accesos de la ciudad. Luego, entre el 15 y el 23 de noviembre, obligó a retirarse a los germanos a la orilla opuesta del Terek. El 1 de enero de 1943, las tropas bajo su mando pasaron a la ofensiva, persiguiendo al enemigo mientras se retiraba del Cáucaso. A lo largo del mes de enero sus tropas liberaron las localidades de Elkhotovo, Prokhladny, Piatigorsk, Nevinnomyssk y Armavir.
Desde febrero, estuvo al mando primero del 18.º Ejército y, desde marzo, nuevamente del 9.º Ejército. El 13 de mayo de 1943, fue asignado al mando del 37.º Ejército del Frente del Cáucaso Norte, que bajo su liderazgo intentaba romper la «Línea Azul» la línea defensiva que las tropas alemanas habían establecido en la península de Tamán. Desde julio de 1943 hasta el final de la guerra, estuvo al mando del 52.º Ejército. Bajo su mando, el ejército sirvió como parte de la Reserva del Alto Mando Supremo, el Frente de Vorónezh, el Frente de la Estepa (renombrado como Segundo Frente Ucraniano el 20 de octubre) y el Primer Frente Ucraniano. En noviembre de 1943, después de haber luchado a lo largo de 250 kilómetros en la margen izquierda de Ucrania, el 52.º ejército cruzó el Dniéper cerca de la ciudad de Cherkasy, conquistó una cabeza de puente y después de largos e intensos combates el 14 de diciembre de 1943, liberó la ciudad.

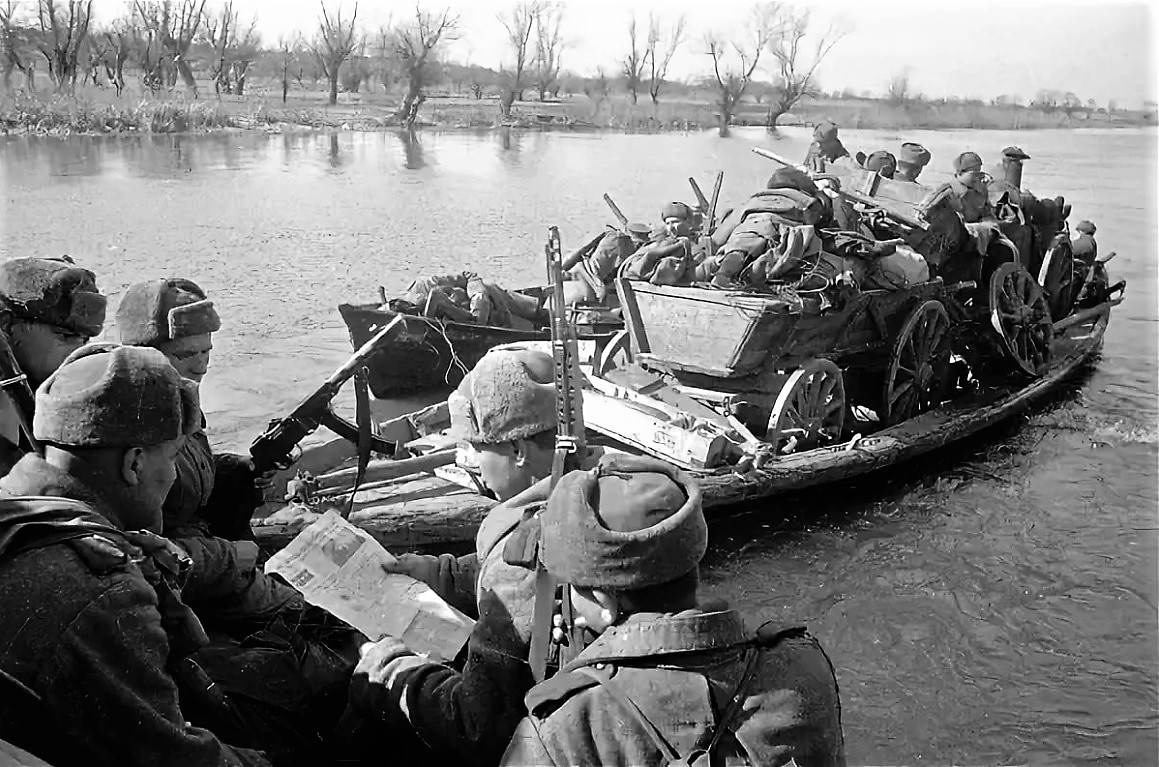
Tropas soviéticas cruzando el río Dniéper cerca de Jersón en marzo de 1944.

Entre enero y febrero de 1944, el 52.º Ejército, como parte del Segundo Frente Ucraniano participó en la batalla de Korsun-Cherkasy. En marzo de 1944, el ejército del general Korotéiev, tomó parte en la ofensiva de Uman-Botoşani, participó en la liberación de la ciudad de Uman y, el 11 de marzo, las tropas bajo su mando cruzaron el río Bug Meridional, cerca de la aldea de Dzhulinka en el óblast de Vínnitsa y se apoderaron de una cabeza de puente en el río Dniéster. Posteriormente pasaron por el territorio de Moldavia y, a mediados de abril, llegaron a los accesos de la ciudad rumana de Iasi. El 20 de agosto de 1944 comenzó la ofensiva de Jassy-Kishinev. Las tropas del 52.º Ejército rompieron las defensas enemigas y capturaron la ciudad rumana de Iasi y el 24 de agosto llegaron a los asentamientos de Jushi-Leovo, donde se reunió con el 57.º Ejército del Tercer Frente Ucraniano, cercando a un gran número de tropas del Eje.
En septiembre de 1944, el 52.º Ejército fue puesto en reserva, en diciembre, transferido al Primer Frente Ucraniano y concentrado en la cabeza de puente de Sandomierz. El 12 de enero de 1945, participó en la ofensiva del Vístula-Óder. Por su hábil liderazgo de las tropas durante el cruce del río Óder y en las subsiguientes batallas durante la captura de importantes centros de comunicación. Korotéiev recibió el título de Héroe de la Unión Soviética. En febrero de 1945, el 52.º Ejército participó en la ofensiva de la Baja Silesia. Bajo su mando las tropas soviéticas avanzaron hasta alcanzar, el 24 de febrero de 1945, la línea del río Neisse y rodearon a un gran número de tropas alemanas en la ciudad fortaleza de Breslau (véase batalla de Breslau).
Después participó en la batalla de Berlín y en mayo de 1945, comandó el ejército en la última ofensiva de la Segunda Guerra Mundial, la batalla de Praga. El 6 de mayo de 1945, el 52.º Ejército pasó a la ofensiva y el 8 de mayo sus tropas fueron liberando las localidades checoslovacas de Goerlitz, Liberec y finalmente, el 11 de mayo de 1945, liberaron Mladá Boleslav. Lo que puso fin a la participación de Korotéiev en la guerra.

### Posguerra
Después de la guerra, continuó al mando del 52.º Ejército, hasta 1957 cuando se graduó en los Cursos Académicos Superiores de la Academia Militar Superior del Ejército Rojo. Inmediatamente después de graduarse fue nombrado comandante del Distrito Militar Transbaikal. En marzo de 1951 fue relevado de su cargo por motivos de salud e ingresado en un hospital. Luego, en noviembre de 1951, fue nombrado subcomandante del Distrito Militar del Cáucaso Norte, puesto en el que permaneció hasta el 4 de enero de 1953 cuando murió después de una grave enfermedad. Fue enterrado en el cementerio Novodevichi de la capital moscovita.
Además de su carrera militar también fue diputado de la III Convocatoria del Sóviet Supremo de la Unión Soviética (1950-1954).

## Promociones
- Coronel (13 de febrero de 1938)
- Kombrig (4 de noviembre de 1939)
- Mayor general (4 de junio de 1940)
- Teniente general (28 de abril de 1943)
- Coronel general (13 de septiembre de 1944).[4]

## Condecoraciones
A lo largo de su carrera militar Konstantín Korotéiev fue galardonado con las siguientes condecoraciones
|  | Héroe de la Unión Soviética (N.º 6093; 6 de abril de 1945)                                                                       |
|  | Orden de Lenin, tres veces (13 de diciembre de 1942, 21 de febrero de 1945 y 6 de abril de 1945)                                 |
|  | Orden de la Bandera Roja, cuatro veces (22 de febrero de 1938, 22 de mayo de 1940, 3 de noviembre de 1944 y 24 de junio de 1948) |
|  | Orden de Suvórov de 1.er grado (13 de septiembre de 1944)                                                                        |
|  | Orden de Kutúzov de 1.er grado , tres veces (28 de enero de 1943, 22 de febrero de 1944 y 29 de mayo de 1945)                    |
|  | Orden de Bohdán Jmelnitski de 1.er grado (17 de mayo de 1944)                                                                    |
|  | Medalla por la Defensa de Moscú                                                                                                  |
|  | Medalla por la Liberación de Praga                                                                                               |
|  | Medalla por la Victoria sobre Alemania en la Gran Guerra Patria 1941-1945                                                        |
|  | Medalla del 20.º Aniversario del Ejército Rojo de Obreros y Campesinos                                                           |
|  | Comandante de la Legión al Mérito (Estados Unidos, 11 de junio de 1944).                                                         |